# Moldau beim Junior Eurovision Song Contest
Teilnehmende Rundfunkanstalt

Erste Teilnahme
2010
Bisher letzte Teilnahme
2013
Anzahl der Teilnahmen
4 (Stand 2013)
Höchste Platzierung
6 (2011)
Höchste Punktzahl
78 (2011)
Niedrigste Punktzahl
41 (2013)
Punkteschnitt (seit erstem Beitrag)
56,25 (Stand 2013)
Punkteschnitt pro abstimmendem Land im 12-Punkte-System
3,59 (Stand 2013)
Dieser Artikel befasst sich mit der Geschichte der Republik Moldau als Teilnehmer am Junior Eurovision Song Contest. 

## Vorentscheide

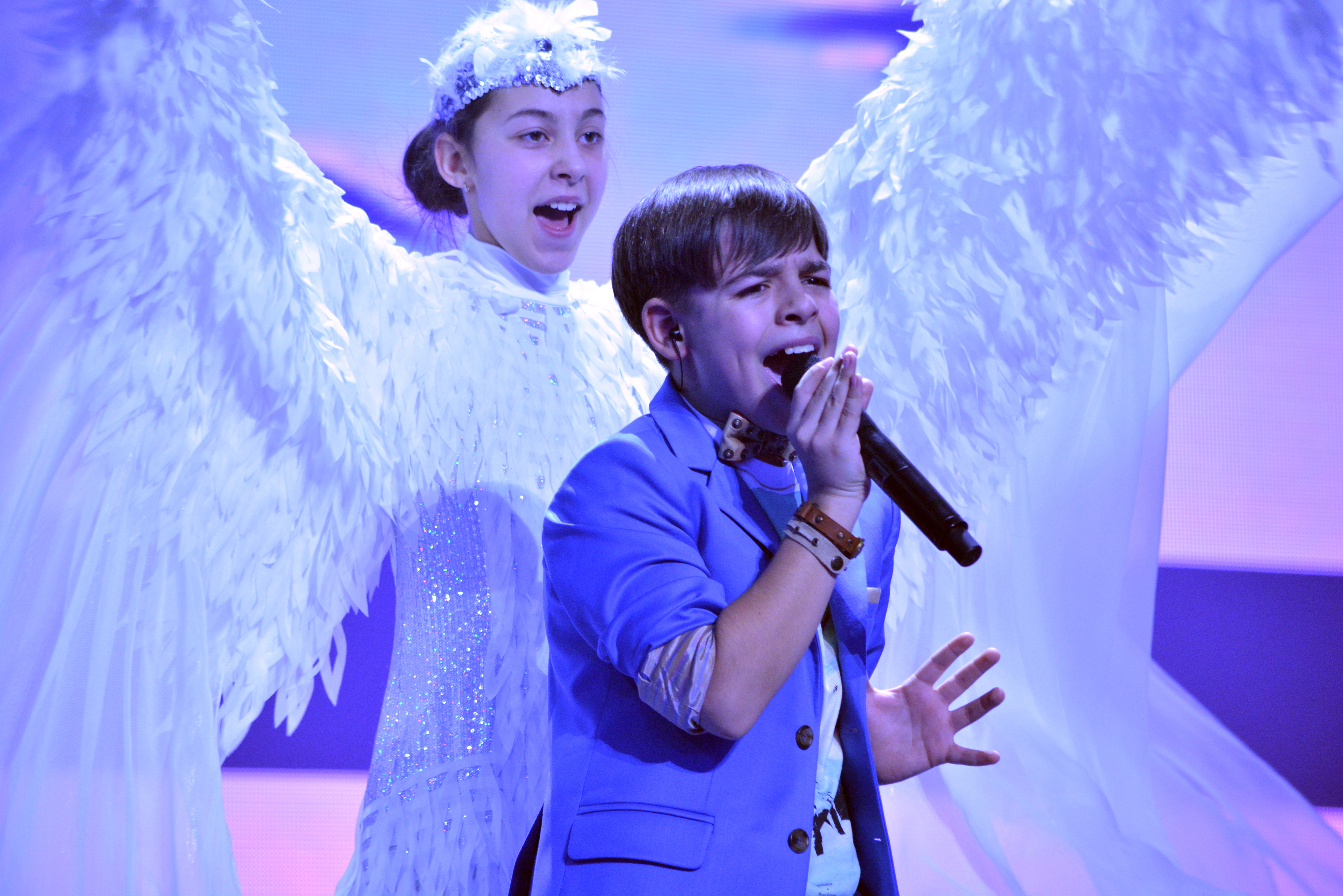
Rafael Bobeica, 2013 in Kiew

Bisher fand in jedem Jahr seit 2010 ein kleiner nationaler Vorentscheid statt.

## Teilnahme am Wettbewerb
Moldau war 2010 der erste Debütant seit vier Jahren beim Wettbewerb. Lerika erreichte 2011 mit dem sechsten Platz das bisher beste Ergebnis, Rafael Bobeica im Jahr 2013 mit Platz 11 von 12 das schlechteste. 2014 nahm Moldau nicht teil. Obwohl der Sender TRM plante in naher Zukunft zurückzukehren, nahm man 2015 nicht teil und bestätigte, dass man 2016 auch nicht teilnehmen wird.

## Liste der Beiträge
| Jahr      | Interpret                        | Titel (Musik / Text)        | Sprache                  | Übersetzung              | Platz Teilnehmer (gesamt) | Punkte                   |
| --------- | -------------------------------- | --------------------------- | ------------------------ | ------------------------ | ------------------------- | ------------------------ |
| 2010      | Ștefan Roșcovan                  | Ali Baba (Ștefan Roșcovan)  | Rumänisch, Englisch      | -                        | 8 / 14                    | 54                       |
| 2011      | Lerika (Walerija Jengalytschewa) | No, No (Lerika)             | Rumänisch, Englisch      | Nein, nein               | 6 / 13                    | 78                       |
| 2012      | Denis Midone                     | Toate vor fi (Denis Midone) | Rumänisch, Englisch      | Alles wird gut sein      | 10 / 12                   | 52                       |
| 2013      | Rafael Bobeica                   | Cum să fim (Rafael Bobeica) | Rumänisch, Englisch      | Wie zu sein              | 11 / 12                   | 41                       |
| seit 2014 | Auf Teilnahme verzichtet         | Auf Teilnahme verzichtet    | Auf Teilnahme verzichtet | Auf Teilnahme verzichtet | Auf Teilnahme verzichtet  | Auf Teilnahme verzichtet |

## Punktevergabe
Folgende Länder erhielten die meisten Punkte von oder vergaben die meisten Punkte an Moldau:
| Die meisten vergebenen Punkte | Die meisten vergebenen Punkte | Die meisten vergebenen Punkte |
| Platz                         | Land                          | Punkte                        |
| ----------------------------- | ----------------------------- | ----------------------------- |
| 1                             | Georgien                      | 21                            |
| 2                             | Armenien                      | 20                            |
| 2                             | Belarus                       | 20                            |
| 4                             | Russland                      | 17                            |
| 5                             | Niederlande                   | 15                            |

| Die meisten erhaltenen Punkte | Die meisten erhaltenen Punkte | Die meisten erhaltenen Punkte |
| Platz                         | Land                          | Punkte                        |
| ----------------------------- | ----------------------------- | ----------------------------- |
| 1                             | Armenien                      | 16                            |
| 2                             | Belgien                       | 14                            |
| 2                             | Belarus                       | 14                            |
| 4                             | Russland                      | 13                            |
| 5                             | Georgien                      | 12                            |

Stand: 2013